# 杜拯
杜拯（1507年—1577年），字子民，一字道濟，號晴江，江西南昌府豐城縣白鶴里人，軍籍，明朝政治人物。

## 生平
嘉靖十六年（1537年）丁酉科江西鄉試第二十三名舉人。嘉靖十七年（1538年）中式戊戌科會試第七十一名，登第三甲第二百一十八名進士。弱冠联捷进士後，獲賜回鄉娶邹氏女。授官刑部主事，审讯郭武定案，又恤刑广东。二十九年四月以河间人王联告讦胡缵宗一案被下锦衣卫狱，杖责贬官。后历升湖广攸县知县、南京吏部文选司郎中、广东布政使司参议、福建海道副使。三十五年六月总督胡宗宪论劾其与浙江副使蔡扬金、郑光溥皆文墨士，不谙军旅，缓急不足恃，请求将他们调任别处。轉浙江布政司右参政，四十一年二月升福建按察使，九月升广东右布政使，以按院荐调陕西左布政使，寻升巡抚贵州、都察院右副都御史。以剿灭土官杨赟之乱，隆慶二年（1568年）被弹劾，改调南京任用。隆慶六年二月起任应天府府尹，七月升南京太仆寺卿，改南京大理寺卿，万历元年（1573年）九月升南京兵部右侍郎，二年轉任北京工部左侍郎，三年正月以病致仕。萬曆五年冬在修理坟茔時，夜里被仇家所刺杀。

## 家族
曾祖杜叔寘；祖父杜玉環；父杜士希（1498年-1576年），名晞，以字行，號槐庄；母游氏，累封淑人。重庆下，弟抃、拙、撰、擢、揚、揭。子慎初、伯初。
弟杜搢，字端叔，中隆慶會魁，授山东临清知州，擢取壬午科魁雋柳佐、張三極，张家贫，杜搢朝夕周給，为其娶親完婚配。筑堤濬河，暑雨不避。河道部院交薦，尋以疾卒。